# Brixia krameri
Brixia krameri är en insektsart som först beskrevs av Synave 1979.  Brixia krameri ingår i släktet Brixia och familjen kilstritar. Inga underarter finns listade i Catalogue of Life.